# Далце
Далце (словен. Dalce) је насељено место у општини Кршко, Посавска регија, Словенија.

## Историја
До територијалне реорганизације у Словенији биле су у саставу старе општине Кршко.

## Становништво
У попису становништва из 2011. године, Далце је имале 7 становника.
| Број становника према пописима | Број становника према пописима | Број становника према пописима |
| ------------------------------ | ------------------------------ | ------------------------------ |
| 1991                           | 2002                           | 2011                           |
| 9                              | 10                             | 7                              |